# وادي الحجيلا
وادي الحجيلا هو واد في محافظة بلقرن يسيل من سراة بلاد بلقرن باتجاه الشرق حتى يلتقي مع وادي حوران بجانب هجرة جلان ثم يفيضان في وادي ترج. في بلاد آل بلحارث.